# Sąd najwyższy
Sąd najwyższy – nazwa nadawana w wielu krajach sądowi najwyższej instancji. Kompetencje sądów najwyższych różnią się w zależności od krajów. Najczęściej rozpatrują one nadzwyczajne odwołania od wyroków (kasacja) oraz sprawują nadzór nad całym systemem sądownictwa. Sądy najwyższe mają też często kompetencje rozwiązywania wątpliwości w interpretacji prawa, pewne kompetencje kontrolne w odniesieniu do organów państwowych, możliwość rozwiązywania sporów kompetencyjnych. Niekiedy mają też kompetencje sprawdzania konstytucyjności ustaw (kiedy te kompetencje nie są zarezerwowane dla odrębnego organu).

## Sądy Najwyższe w poszczególnych krajach
- Sąd Kasacyjny we Francji
- Sąd Królewski Bhutanu
- Sąd Najwyższy Australii
  - Sąd Najwyższy Nowej Południowej Walii
  - Sąd Najwyższy Wiktorii
- Sąd Najwyższy w Indiach
- Sąd Najwyższy Japonii
- Sąd Najwyższy w Polsce
- Sąd Najwyższy Stanów Zjednoczonych
  - Sąd Najwyższy Alabamy
  - Sąd Najwyższy Alaski
  - Sąd Najwyższy Arizony
  - Sąd Najwyższy Arkansas
  - Sąd Najwyższy Connecticut
  - Sąd Najwyższy Delaware
  - Sąd Najwyższy Florydy
  - Sąd Najwyższy Hawajów
  - Sąd Najwyższy Nebraski
  - Sąd Najwyższy Nevady
- Sąd Najwyższy Zjednoczonego Królestwa
- Sąd Najwyższy (Izrael)
- Sąd Najwyższy (Chorwacja)